# Consorzio Stabile Golden Lucano
Il Consorzio Stabile Golden Lucano (conosciuto semplicemente come Consorzio Golden Lucano o Consorzio Golden) è una società nata dall'unione di diverse aziende elettriche su tutto il territorio lucano e campano. 

## Storia
Il consorzio viene fondato nel 2003 (seppur fondato ufficialmente negli anni 2000 quest'ultimo operava già dai primi anni 80), con lo scopo di creare un'azienda leader nel settore della costruzione energetica. Fino a quel momento in Lucania erano presenti molte società elettriche che si muovevano liberamente e singolarmente. Il consorzio nasce proprio con l'obbiettivo di creare un fronte comune e per promuovere lo sviluppo e la razionalizzazione della produzione e la commercializzazione dei prodotti e dei servizi svolti dalle imprese consorziate. Nella maggior parte dei casi quest'ultime si occupano di:
- costruzione e manutenzione di linee elettriche di alta, media e bassa tensione;
- impianti di illuminazione pubblica;
- realizzazione impianti telefonici;
- realizzazione di impianti per la produzione di energia elettrica da fonti rinnovabili.[1]

## Struttura societaria
La corporate governance del Consorzio è così suddivisa:
- un amministratore delegato
- un vicepresidente
- un consiglio direttivo

Attualmente il primo ruolo è ricoperto da Saverio Ferretti, in carica per il secondo mandato consecutivo, mentre il secondo da Michele Marchese.

## Aziende partecipanti
Sono sei le aziende che fanno attualmente parte del consorzio:

### S.I.E.L. s.r.l.
Costituita nel 1989 da cinque soci, la società opera principalmente nel campo di costruzione di linee elettriche a bassa e media tensione, comprendendo quindi la costruzione di linee elettriche interrate, aeree e di cabine elettriche. 
La storia della S.I.E.L. inizia con gli appalti dell'Acquedotto Lucano, ma con il passare degli anni la società decise di intraprendere un percorso di formazione per lavorare nelle gare d’appalto bandite dall’ENEL, acquisendo commesse di grande calibro come la gestione di intere regioni o di macroaree. L'azienda ad oggi conta due uffici, il primo nella città di Potenza mentre il secondo si trova a Lauria. S.I.E.L. conta complessivamente più di venti dipendenti e quasi 60 operai sparsi principalmente sui territori di Basilicata, Puglia e Calabria. Nel 2010 S.I.E.L. s.r.l. ha vinto il suo primo appalto regionale iniziando a lavorare attivamente nel territorio italiano. Ad oggi il fatturato personale dell'azienda si attesta sui 6 milioni annui al quale poi vanno aggiunti i lavori svolti come subappaltatore del consorzio golden stesso.

### CO.RE.M. s.r.l.
Nata a Potenza nel 1995 per iniziativa del Geom. Gaetano Michele Marchese, si occupa di costruzione e manutenzione di linee elettriche di media e bassa tensione per conto di Enel Distribuzione S.p.A.

### OmniaWork s.r.l.
Fondata nell'aprile del 2013, opera inizialmente nel settore della costruzione, distribuzione, installazione e manutenzione di linee elettriche in media e bassa tensione. Ad oggi l'azienda invece si occupa principalmente delle infrastrutture elettriche, tecnologiche e di efficientemento energetico.

### Cargo s.r.l.
Costituita il 4 ottobre 1984 dall’attuale socio - amministratore unico Michele Giardiello, è una società che opera a livello nazionale prevalentemente nel campo della costruzione e manutenzione di linee elettriche di media e bassa tensione aeree e interrate sviluppando, contemporaneamente, progetti di parchi eolici e impianti fotovoltaici. Ad oggi conta più di 150 dipendenti e più di 100 mezzi. Nel 2020 viene venduta ufficialmente al Gruppo PSC.
Negli ultimi anni è stata sponsor del Potenza Calcio, squadra militante nella Serie C nazionale.
Certificazioni:
- ISO
- SOA
- LELE05

### CO.RE.T. s.r.l.
Fondata nel 2006 da Giancarlo Perrone, la società si occupa principalmente di:
- Reti di distribuzione d’energia elettrica, di gas metano, di reti fognarie e acquedotti;
- Impianti di pubblica illuminazione;
- Impianti telefonici, ottici, telematici;
- Servizi di manutenzione degli impianti.[5]

## Principali lavori
I principali lavori effettuati sono:
- Costruzione e manutenzione di impianti di distribuzione di energia elettrica costituiti da linee, sia aeree che in cavo interrato, in media e bassa tensione;
- Realizzazione e manutenzione di cabine di smistamento e di trasformazione MT/BT;
- Costruzione gestione e manutenzione di impianti di illuminazione pubblica di tipo classico;
- Costruzione gestione e manutenzione di impianti di illuminazione pubblica a LED;
- Costruzione e manutenzione di impianti elettrici di tipo civile e industriale;
- Costruzione e manutenzione di impianti di messa a terra;
- Adeguamento degli impianti alle norme CEI;
- Progettazione, installazione e connessione di impianti fotovoltaici;
- Connessioni elettriche di impianti eolici;
- Costruzione e manutenzione di acquedotti, gasdotti e fognature;
- Costruzione e manutenzione di impianti telefonici;
- Gestione utenza.

Il Consorzio negli anni ha vinto diversi appalti di gestione in diverse regioni italiane tra cui:
- Campania (in atto)
- Basilicata (in atto)
- Calabria (in atto)
- Puglia
- Sicilia (in atto)
- Liguria[6]

## Collegamenti
1. 1 2 3   Consorzio Golden Lucano - Benvenuti, su consorziogolden.com. URL consultato il 23 dicembre 2020 (archiviato dall'url originale il 4 dicembre 2020).
2. ↑   Home Page, su OmniaWork S.r.l.. URL consultato il 23 dicembre 2020.
3. ↑   Mimmo Moramarco, POTENZA: BUONE NOTIZIE PER CARGO SRL, su Le Cronache Lucane, 13 agosto 2019. URL consultato il 23 dicembre 2020.
4. ↑   Cargo S.r.l - Trasporto e Distribuzione di Energia, su cargosrl.it. URL consultato il 23 dicembre 2020.
5. ↑   CO.RET sas, su consorziogolden.com. URL consultato il 23 dicembre 2020 (archiviato dall'url originale il 4 dicembre 2020).
6. ↑  (EN) About, su enel.com. URL consultato il 23 dicembre 2020.